# Thyropisthus luxuriosus
Thyropisthus luxuriosus är en mångfotingart som först beskrevs av Filippo Silvestri 1895.  Thyropisthus luxuriosus ingår i släktet Thyropisthus och familjen Harpagophoridae. Inga underarter finns listade i Catalogue of Life.